# Fehértorkú ölyv
A fehértorkú ölyv (Buteo albigula) a madarak osztályának vágómadár-alakúak (Accipitriformes) rendjébe, ezen belül a vágómadárfélék (Accipitridae) családjába tartozó faj.

## Rendszerezése
A fajt Rodolfo Amando Philippi német-chilei ornitológus írta le 1899-ban.

## Előfordulása
Az Andok hegységben, Argentína, Bolívia, Chile, Ecuador, Kolumbia, Peru és Venezuela területén honos. 
Természetes élőhelyei a szubtrópusi vagy trópusi hegyi esőerdők és magaslati cserjések, valamint ültetvények. Vonuló faj.

## Megjelenése
A testhossza 48 centiméter, szárnyfesztávolság 84-102 centiméter.

## Természetvédelmi helyzete
Az elterjedési területe rendkívül nagy, egyedszám 670-6700 példány közötti. A Természetvédelmi Világszövetség Vörös listáján nem fenyegetett fajként szerepel.